# 竹圍仔 (鹽水區)
竹圍仔是臺灣臺南市鹽水區的一個傳統聚落名稱，她曾經是舊時學甲十三庄學甲寮莊頭中的角頭聚落之一，並且為學甲慈濟宮八區中的東北郊區，行政區曾經規劃為鹽水鎮飯店，2018年4月30日臺南縣市合併後實施鄰調整部，飯店里與鄰近的大豐、田寮等三里合併，目前歸為為鹽水區三和里。

## 地理位置
位於學甲區宅港西稍偏北邊，兩聚落間有一間廟即宅港龍安府，再往西北不遠約1公里便是同鹽水行政區的麻油寮聚落。另外，急水溪從聚落西北向東南分兩路徑，分別流經聚落的南北兩邊，流經聚落北邊的是急水溪分流田寮大排，南邊的則是急水溪主河道。

## 聚落脈絡
早期所謂「學甲十三庄」，即是以學甲慈濟宮為中心而向四周拓建的13個庄頭，其範圍大致分布在八掌溪與將軍溪間的中下游地帶。13庄分別為：學甲區的學甲、中洲（含東頭角、過港仔、頭前寮、西廍、頭港仔）、大灣、草坔（下草坔、中草坔、頂草坔）、山寮（含瓦寮）、宅仔港（含德安寮、二港仔）、學甲寮（含大埔口、鹽水麻油仔寮、竹圍仔）、倒風寮（含紅茄萣仔、紅蝦港），和北門區的三寮灣、溪底寮、二重港、渡仔頭（含北馬仔）、灰窯港（含西埔內）等。 
竹圍仔為學甲寮庄頭中的角頭之一，聚落一開始為學甲李姓所遷拓之地，然而雖經過了一段時間的發展，惟礙於聚落南北皆為河道所限，況且兩河道又將此地區斜切限制了所在區域的擴張，故而此聚落腹地甚小不易形成大的聚落，目前全庄僅不到10來戶。早期此聚落稱為竹圍庄後又稱竹圍仔，而之所以有如是的名稱，乃是以本村庄內住戶前後周圍均種有刺竹圍而得名。

## 交通
聚落雖有急水溪及田寮大排的經過，然因目前兩溪的運輸效果全無，因而僅能以陸路為主。且僅臺19號線分支路經此聚落，也是是唯一的聯外道路。道路由東北向西南沿著聚落邊緣，在庄頭的西南方與河堤道路交會。

## 宗教
鹽水竹圍仔一來由於腹地甚小，加之聚落內居民戶數甚少不到10戶，居民又多以務農為主經濟能力較為薄弱，因而庄內並無任何寺廟，惟居民以虎爺為庄神，並寄奉於一般民家的神壇（黑虎大將壇）之中，而雖如此，每逢慈濟宮的年度慶典，仍然是會出神轎參與刈香與謁祖等盛事。

## 圖集

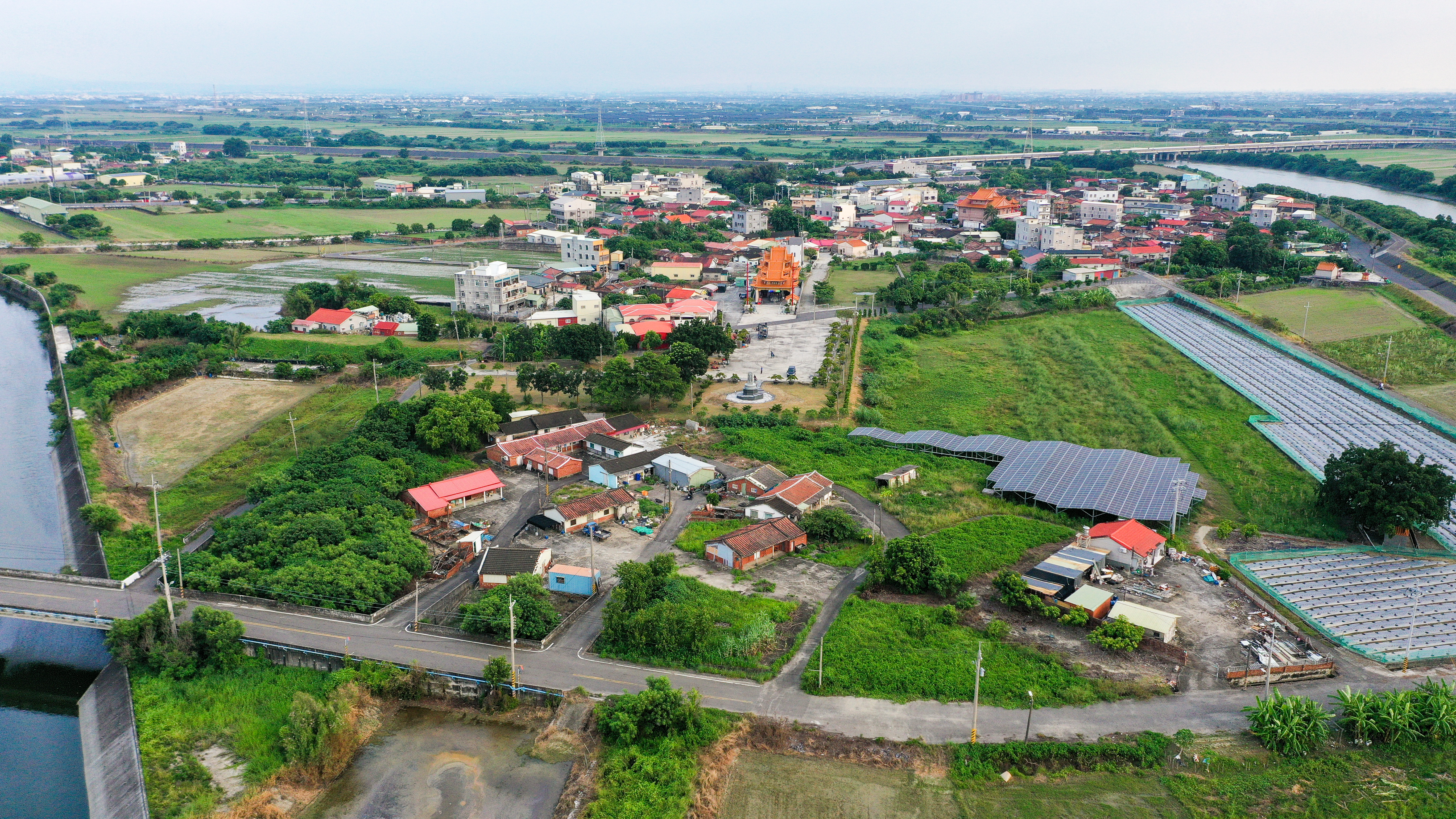
鹽水竹圍仔-空照1
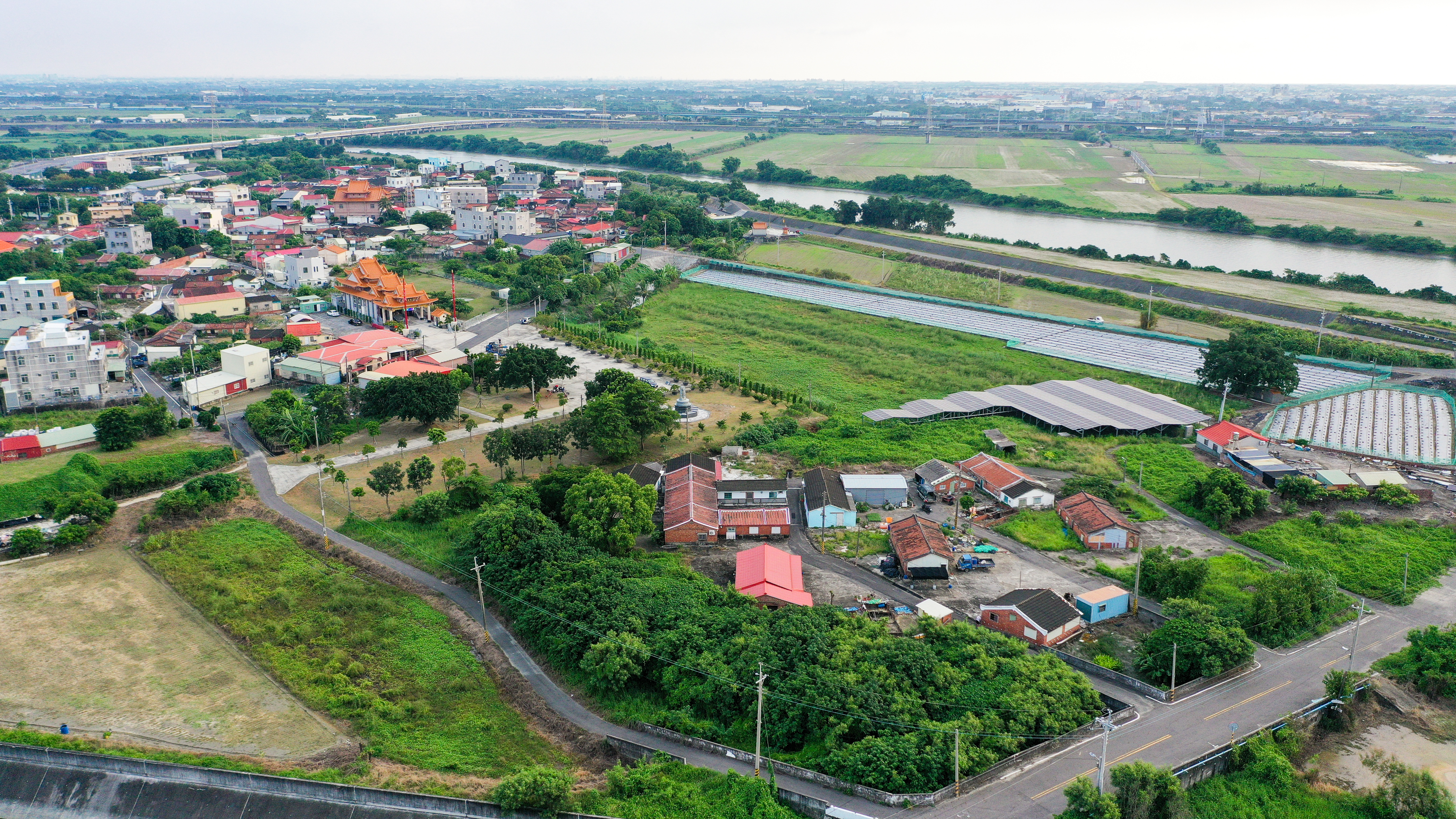
鹽水竹圍仔-空照2
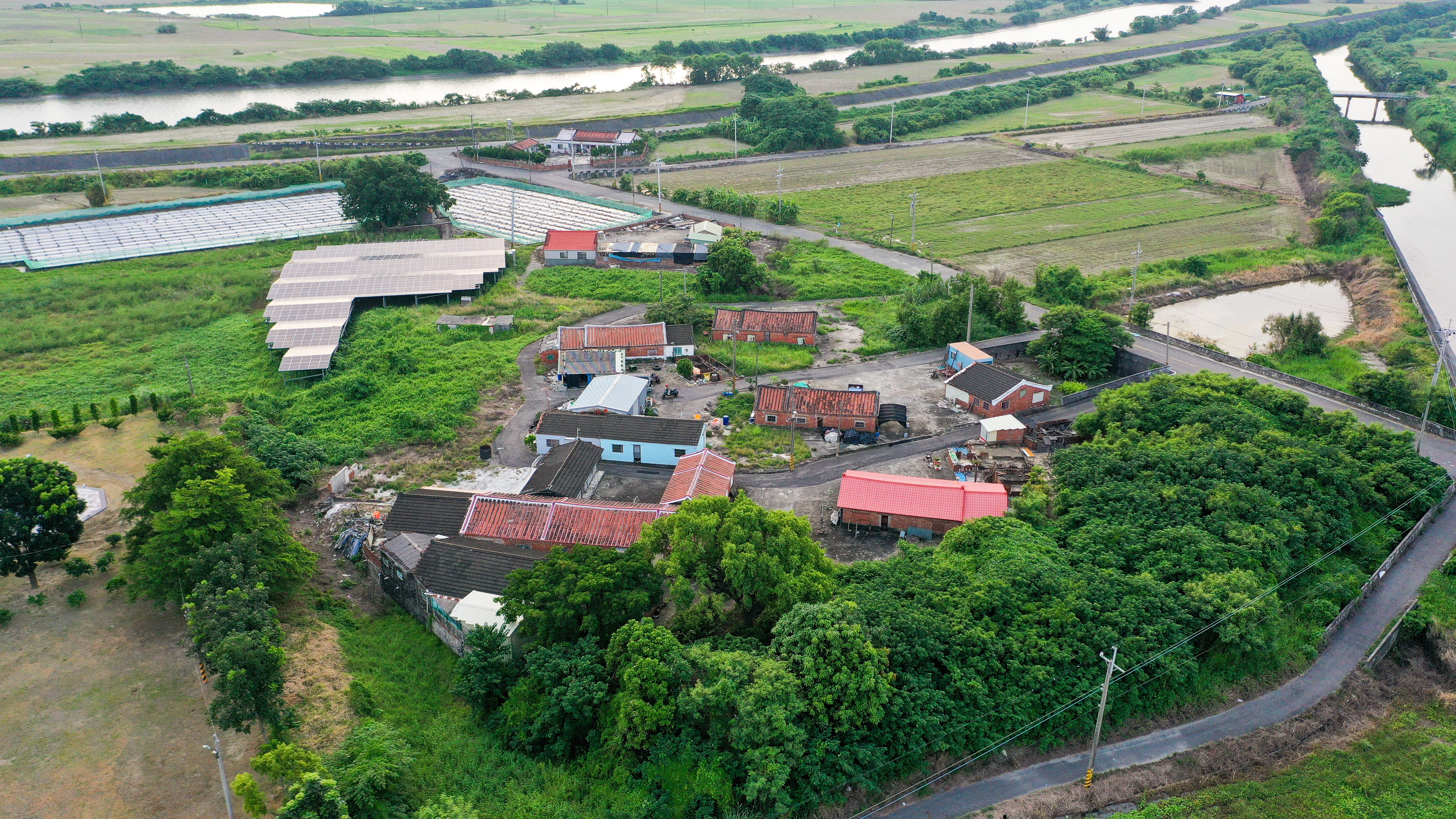
鹽水竹圍仔-空照3